# Jan Thorn-Prikker (Kunstschriftsteller)
Jan Thorn-Prikker (* 1949) ist ein deutscher Kunstkritiker.

## Leben und Werk
Thorn-Prikker studierte Germanistik, Pädagogik, Geschichte und Philosophie in Bonn.
Von Thorn-Prikker stammen Veröffentlichungen als freier Kunstkritiker in deutschen und internationalen Zeitschriften, Büchern und Radiostationen. Aus dem Jahr 1978 stammt sein literaturkritisches Werk Revolutionär ohne Revolution. Interpretationen der Werke Georg Büchners.
Er war von 1989 bis 2006 verantwortlicher Redakteur der zweimonatlich erscheinenden internationalen Zeitschrift Kulturchronik, die von „Inter Nationes“ herausgegeben wurde. Nach der Fusion mit dem Goethe-Institut wurde die Zeitschrift in Kulturjournal umbenannt. 2006 wurde sie eingestellt.
Er interviewte Gerhard Richter, Helmut Federle, Günter Umberg, Jürgen Partenheimer und schrieb Essays über Thomas Schütte und Bernhard Frize. Er setzte sich mit zeitgenössischer Architektur von Heinz Bienefeld, Nikolaus Bienefeld und Roger Diener auseinander. Ein Schwerpunkt seiner Arbeit ist die Fotografie.
Zusammen mit Klaus Honnef veröffentlichte er den Band Lichtbildnisse. Das Porträt in der Geschichte der Fotografie. Zu Panoramafotografie von Klaus Kinold schrieb er den Text.
Jan Thorn-Prikker lebt in Bonn.